# Вон Менсан
Вон Менсан, другой вариант — Вон Мен Сан (1892 год, деревня Сонджин, провинция Южный Хамгён, Корея — дата смерти неизвестна) — звеньевой колхоза «Полярная звезда» Средне-Чирчикского района Ташкентской области, Узбекская ССР. Герой Социалистического Труда (1949).

## Биография
Родился в 1892 году в крестьянской семье в селе Сонджин провинции Южный Хамгён, Корея.
Начальную школу окончил в Корее. В 1920-х годах переехал на российский Дальний Восток, где работал в сельском хозяйстве. В 1937 году депортирован в Ташкентскую область.
Трудился рядовым колхозником, звеньевым рисоводческого звена в колхозе «Полярная звезда» Средне-Чирчикского района.
В 1949 году звено Вон Менсана собрало 81,4 центнеров риса на участке площадью 5,1 гектаров. Указом Президиума Верховного Совета СССР от 18 мая 1949 года удостоен звания Героя Социалистического Труда с вручением ордена Ленина и золотой медали «Серп и Молот».
В колхозе «Полярная звезда» известен тем, что в нём трудились 24 корейца, награждённых Званием Героя Социалистического Труда.
Дата смерти не установлена.
Награды
- Герой Социалистического Труда
- Орден Ленина — дважды (1949, 1950)
- Медаль «За доблестный труд в Великой Отечественной войне 1941—1945 гг.»